# Semiótica en el teatro
La noción del signo constituye un concepto imprescindible en la teorización de diversas disciplinas y actividades —el arte militar, ritos religiosos, la medicina—, fenómeno del cual las artes escénicas no se sustraen.
En una representación teatral todo se convierte en un signo, el espectador se sirve tanto de la palabra como de los sistemas de signos no lingüísticos para comprender lo que ocurre frente a sus ojos y oídos.
Los recursos usados en escena remiten a experiencias, eventos y objetos de la vida social, de la naturaleza, de las diferentes profesiones y, obviamente, de todos los dominios del arte. Poder comprender el entrelazamiento, la tremendamente compleja relación entre los fenómenos de la vida y aquellas imágenes, sonidos y objetos que los representan, constituye una habilidad necesaria para poder diseñar, ejecutar y disfrutar de la actividad creadora.
Los sistemas simbólicos, las formas en que en una cultura se definen las relaciones entre algo y aquello que lo representa, constituyen las bases de la interpretación que cada persona realiza acerca del sentido de lo que observa, escucha, siente. Por ello, el significado de una acción (como la artística) requiere poder comprender cómo es que las culturas definen estas relaciones: qué significado tiene, por ejemplo, encender un foco con una luz de un color determinado, o lo que implica usar metales o madera en la utilería, hechos todos que impactarán de modo distinto en el espectador.
Es por ello que hemos elaborado ésta guía práctica, de modo tal de facilitar la comprensión del significado que en nuestra cultura se atribuye a determinados símbolos usados frecuentemente en la actividad teatral.

## Elementos

### Aire
Es un elemento activo y masculino, junto con el fuego, símbolo de la espiritualización. Está asociado simbólicamente al viento, al aliento, es la vía de comunicación entre el Cielo y la Tierra; la expansión, el soplo necesario para la subsistencia de los seres. Es el medio propio del vuelo, del perfume, del color y de las vibraciones interplanetarias.

### Fuego
El fuego corresponde al sur (en el hemisferio norte), rojo, al verano y al corazón. Esta última relación es constante, ya sea que el fuego simbolice las pasiones (especialmente el amor y la cólera), o el espíritu (el «fuego del espíritu»). Es símbolo de acción fecundante e iluminadora, de purificación y regeneración. Los ritos de purificación a través del fuego, son característicos de culturas agrarias, puesto que simbolizan los incendios de los campos, que luego vuelven a cubrirse con naturaleza viva (regeneración periódica). Pero al mismo tiempo, tiene un aspecto negativo: obscurece y sofoca por su humo; quema, devora, destruye (fuego de las pasiones, del castigo, de la guerra). Otras cremaciones rituales utilizan el fuego como vehículo portador de mensajes del mundo de los vivos al de los muertos.

### Agua
Sus significados pueden reducirse a tres temas dominantes: fuente de vida y muerte; medio de purificación; centro de regeneración corporal y espiritual. Las aguas representan la infinidad de lo posible, contienen todo lo virtual, lo informal; son el origen, todas las promesas de desarrollo, pero también las amenazas de reabsorción. Sumergirse en ellas es retornar a la fuente para extraer de allí una fuerza nueva. También es símbolo de fertilidad, pureza, sabiduría, gracia y virtud. Es fluida y tiende a la disolución, pero también es homogénea y tiende a la cohesión. El agua corresponde al norte, al frío, al solsticio de invierno. Si las aguas agitadas significan el mal, el desorden, las grandes calamidades, su contraparte, las aguas en calma, significan paz y orden. Cuando desciende es llamada lluvia, una semilla que viene a fecundar la tierra, por lo que es masculina. La que nace de ella es femenina. Por otro lado, el agua helada, el hielo, expresa el estancamiento psíquico, en su más alto grado, la falta de calor del alma y la ausencia del sentimiento amoroso.

### Tierra
Se opone al cielo como el principio pasivo al principio activo. Ella soporta, mientras que el cielo cubre. Todos los seres reciben de ella su nacimiento, pues es mujer y madre fértil. Ella da y toma la vida. Cría a todos los seres, los alimenta y luego de ellos recibe de nuevo el germen fecundo. La tierra es la substancia universal, es la matriz que concibe las fuentes, los minerales y los metales.

## Figuras

### Cuadrado
Es una figura antidinámica, anclada sobre sus cuatro costados; simboliza la detención, el estancamiento, solidificación o incluso la estabilización en la perfección. Mientras que el movimiento fácil es circular, redondeado; la detención y la estabilidad se asocian con las figuras angulosas y las líneas duras y bruscas. El cuadrado es una de las figuras geométricas más frecuentes y universalmente empleadas en el lenguaje de los símbolos. Es uno de los cuatro símbolos fundamentales, con el centro, el círculo y la cruz.

### Círculo
Simboliza la perfección, homogeneidad, ausencia de distinción o de división. Los círculos concéntricos representan los grados del ser, las jerarquías creadas. Ellos son la manifestación universal del Ser único, su totalidad indivisa. El movimiento circular es perfecto, inmutable, sin comienzo ni fin, ni variaciones; lo que lo habilita para simbolizar el tiempo, que se define como una sucesión continua e invariable de instantes idénticos unos a otros. Representará también el cielo, de movimiento circular e inalterable.

### Rectángulo
Juega un rol importante en la masonería con el nombre de cuadrado largo. Se encuentra situado en sus templos en el emplazamiento que ocupan los laberintos en las iglesias: en estos, la disposición de las losas sigue la proporción áurea (1:1.618), se liga generalmente a todos los prestigios atribuidos a lo dorado y tales rectángulos, llamados también «cuadrado sol», evocan la relación entre la tierra y el cielo y el deseo de los miembros de la sociedad de participar en esta perfección.

### Verticalidad
Poderoso símbolo de ascensión, progreso, superación, dinámica, afirmación, sublimación, seguridad, afirmación tajante y trascendencia. Este eje toma relevancia cuando el hombre alza la vista, señal de imaginación. Por el contrario, la mirada baja significa pensamiento, pena, culpa. Ciertos símbolos en vertical colocan en lo alto a los seres superiores: Lluvia, relámpago, árbol, montaña, escalera, etc.

### Horizontalidad
Refleja inercia, quietud, muerte, comunica negación, limitar, plano, frío, aniquilación, eliminación, tabla rasa. Sin embargo el hombre se mueve en horizontal. Carece de la capacidad de percepción omnidireccional de las especies de aves o de peces, que puede transitar libremente por niveles diferentes. Por ello la horizontal marca un ámbito de acción usual.

## Conclusiones
Hay que advertir que varios teóricos y directores de teatro, así como escenógrafos, emplean el término «signo» al hablar de elementos artísticos o de medios de expresión teatral, lo que demuestra que la conciencia simbólica constituye algo real para quienes se ocupan del espectáculo. El arte del espectáculo es, entre todas las artes, y acaso entre todos los dominios de la actividad humana, aquel donde el signo se manifiesta con más riqueza, variedad y densidad. La palabra pronunciada por el actor expresa ante todo su significado lingüístico, es decir, es el signo de los objetos, personas, sentimientos, ideas o interrelaciones, que el autor del texto ha querido evocar. 
A lo largo de este artículo se ha podido observar la rica diversidad de significaciones que materiales, elementos, colores y formas que tiene el arte, especialmente escénico. En una representación teatral todo se convierte en signo, difícilmente se manifiestan en estado puro, actúan simultáneamente sobre el espectador como combinaciones de signos que se complementan, se refuerzan mutuamente, o bien se contradicen. También creemos que hay que considerar la teoría general del signo como una ciencia fecunda que se desarrolla sobre todo en el seno de la lógica, la psicología y la lingüística.
Todos los signos de los que se sirve el arte teatral pertenecen a la categoría de signos artificiales, resultan de un proceso voluntario, se crean con frecuencia con premeditación, y tienen como fin la comunicación inmediata. Creemos que cada uno de éstos signos adquieren un valor significativo mucho más acusado que en su uso primitivo. Por último concluimos que debería existir un código especial (o varios especiales y específicos) para el teatro, para que la percepción e interpretación de ellos por parte del público y del intérprete sea clara e individual. Debe crearse, transmitirse e inculcarse en la formación de los actores, para así construir un cuerpo común de conocimientos que favorezca la eficacia y profundidad de los espectáculos que llevemos a cabo.
- Datos: Q24960389